# Passeig Maristany (Camprodon)
El Passeig Maristany és una via del municipi de Camprodon concebut per Francesc Carles Maristany i Garriga l'any 1923, juntament amb l'arquitecte Bernardí Martorell i el contractista Francesc Suriñach. Va ser el resultat de la urbanització d'una part dels terrenys de can Aulí, una masia que Maristany havia comprat per construir una residència familiar. El passeig va esdevenir el bressol d'una zona de noves construccions amb cases projectades per arquitectes com Duran i Reynals, Coderch, Mitjans, Sagnier, etc.

## Estructura
En secció transversal es desenvolupa en una part central per a vianants, herbosa, d'uns 20 metres d'ample, vorejat d'arbres, una calçada a banda i banda del passeig d'uns set metres d'ample, i voreres exteriors de quatre metres d'ample, amb una banda empedrada i arbres. Cal destacar els faigs alternats discretament de falsos plàtans i castanyers d'índies. El passeig està catalogat en l'Inventari del Patrimoni Arquitectònic (IPA) amb el codi 3865.

## Edificis destacats
Destaquen inventariades per l'Ajuntament les cases:
- Can Ballvé (Les Heures) en el número 42. Construïda entre els anys 1957-60 pels arquitectes Josep A. Coderch i Manuel Valls Vergés. És una casa unifamiliar aïllada en un sol nivell. La casa presenta forma a "T" i a cada braç, al seu interior, li correspon una zona diferent. Parets exteriors de pedra i interiors de totxo, coberta de teula àrab a quatre vessants i persianes exteriors corredisses de fusta. La planta es troba dins la línia de composició de la casa Catasús de sitges (del mateix autor), però adaptada a la climatologia d'alta muntanya. La decoració dels anteriors es va realitzar en estreta col·laboració amb els arquitectes A. Milà i F. Correa.[2]

- Can Font de dalt, en el número 32 del passeig. Edifici construït pels volts de 1959, obra de R. Duran i Reynals. Situada en el vessant de la muntanya (La Costinyola) mitjançant grans murs de contenció de terra. És un edifici que reinterpreta la tipologia constructiva de les masies de muntanya. La part inferior és completament excavada dins la roca i conté els serveis, sala de jocs i la caldera. Al damunt s'aixeca la planta rectangular de la residència desenvolupada en dos nivells. La teulada és orientada a dues vessants i coberta amb teula àrab. La façana principal, orientada Serra Cavallera, té obertures de proporció horitzontal protegides interiorment per uns porticons moguts per un sistema de contrapés a l'interior. Les altres obertures presenten unes proporcions més quadrades. A la façana principal s'obre una terrassa coberta amb un voladís considerable. L'escut de Camprodon, esculpit a la pedra, ocupa bona part de la llinda de la porta d'entrada. Tota la construcció és d'obra vista molt ben posada en obra. Esteve Carola fou el constructor que va realitzar la casa.[2]

- Can Guasch, en els números 21-23. Edifici construït entre els anys 1948-50 projectat per l'arquitecte R. Duran i Reynals. És de planta rectangular, desenvolupada en dues plantes i golfes. La coberta és de teula àrab a dues vessants, amb importants barbacanes que rematen les quatre façanes. La façana rincipal s'estructura a partir d'un eix de simetria central, on es troba l'accés a l'interior, i dos cossos laterals més sortints amb galeria poligonal a la planta baixa. L'antiga porteria, actualment utilitzada com habitatge, és de planta rectangular, desenvolupada en planta baixa (garatge i tallers), una planta pis d'habitació i golfes. La coberta és a dues vessants.[3]

- Can Farrés (Vora el Ter), en els números 17-19. Feta construir per Gaietà Vilella als anys 1930, va ser confiscada pel Comissariat d'Assistència als Refugiats durant la guerra de 1936-39 per a hostatjar-hi refugiats. La casa quedà molt deteriorada i en acabar la guerra els seus propietaris l'industrial Gaietà Vilella Puig i la seva dona Maria Dolors Ferrer Piera, van encarregar-ne la seva reparació a l'arquitecte F. Mitjans. Aquest aixecà també, el 1943, el conjunto monumental de capella i claustre. Conjunt format per tres edificis de pedra vista: la porteria, la capella i el claustre, i la residència d'estiueig. La porteria és de planta rectangular amb apèndix laterals. Tota l'obra és de pedra vista ben col·locada. El claustre i la capella són una reinterpretació d'una construcció romànica barrejant peces originals de S. Esteban de Gormaz (Sòria), desmuntades i venudes per l'ajuntament i bisbat castellans el 1922 a un marxant d'art, amb altres que les imiten. Al darrere de la capella fou construït un edifici de planta rectangular amb baixos i pis. La teulada és a dues vessants. Les cobertures de tots els edificis són de teula àrab. Es desconeix la procedència exacta de les peces d'ofici (capitells, llindes, mènsules, ...). La casa (xalet Costa Font, IPA 3873) de l'arquitecte F. Mitjans és de planta rectangular amb annexes. La teulada és a dues vessants. Té planta i pis. Els seus elements més interessants són peces recuperades d'altres edificis antics. La façana principal té una porta dovellada i dues finestres amb arcs lobulats gòtics-renaixentistes. Hi ha una finestra geminada a la façana est.[4]

- Can Garcia Nieto (El Robledal), o can Garcia de baix, en el número 6. Edifici construït l'any 1930, de planta rectangular desenvolupada en planta i dues plantes pis. La coberta és a dues vessants. A la façana principal hi ha adossat un volum de planta baixa i dues plantes superiors i coberta a dues vessants. Les obertures de la planta baixa de les façanes sud i oest són en forma de mig punt. La resta presenten forma quadrada excepte la galeria coberta que ocupa el primer pis de la façana de ponent. Les façanes de la casa presenten pedra vista acabades amb Opus spicatum. Al davant de la casa hi ha una gran terrassa delimitada per una balustrada de pedra. La resta del terreny és format per un gran parc amb coníferes, roures i una araucària situada davant la terrassa. Darrere la residencia principal es troba la porteria, de planta rectangular i coberta a dues vessants, i un edifici annex,[5] president del govern de la segona República espanyola i la seva família s'hostatjaren durant un temps.[6]

- Can Maristany, en el número 2, fent cantonada amb la carretera de Setcases. Edifici residencial de l'arquitecte Bernardí Martorell, d'estil noucentista construït entre 1922-23, aïllat en planta rectangular desenvolupant planta baixa, planta pis i golfes. La coberta és de teula àrab a diversos vessants. Les façanes són de pedra irregular deixada vista. Les llindes i brancals de les obertures amb pedra regular. A la façana sud-oest hi ha una galeria poligonal, d'una sola planta i terrassa superior. Fou el primer xalet construït a la zona del passeig Maristany. És un dels xalets amb més envergadura de tota l'avinguda Maristany. Construït amb pedra de riu escairada, és un magnífic exemple d'obra realitzada amb materials del país. A la part posterior del mateix trobem una galeria coberta d'amples mides que es torna accessible per les habitacions del pis superior, quedant el conjunt cobert per una teulada a dues aigües a la part frontal de l'edifici i que en passar a la posterior es converteix en un divertit joc de pedra i totxo. El conjunt ens fa pensar en un cert victorianisme. És de destacar el magnífic jardí que envolta la construcció. El va fer construir F. Maristany, també propietari dels terrenys i urbanitzador del passeig.[7]

## Galeria

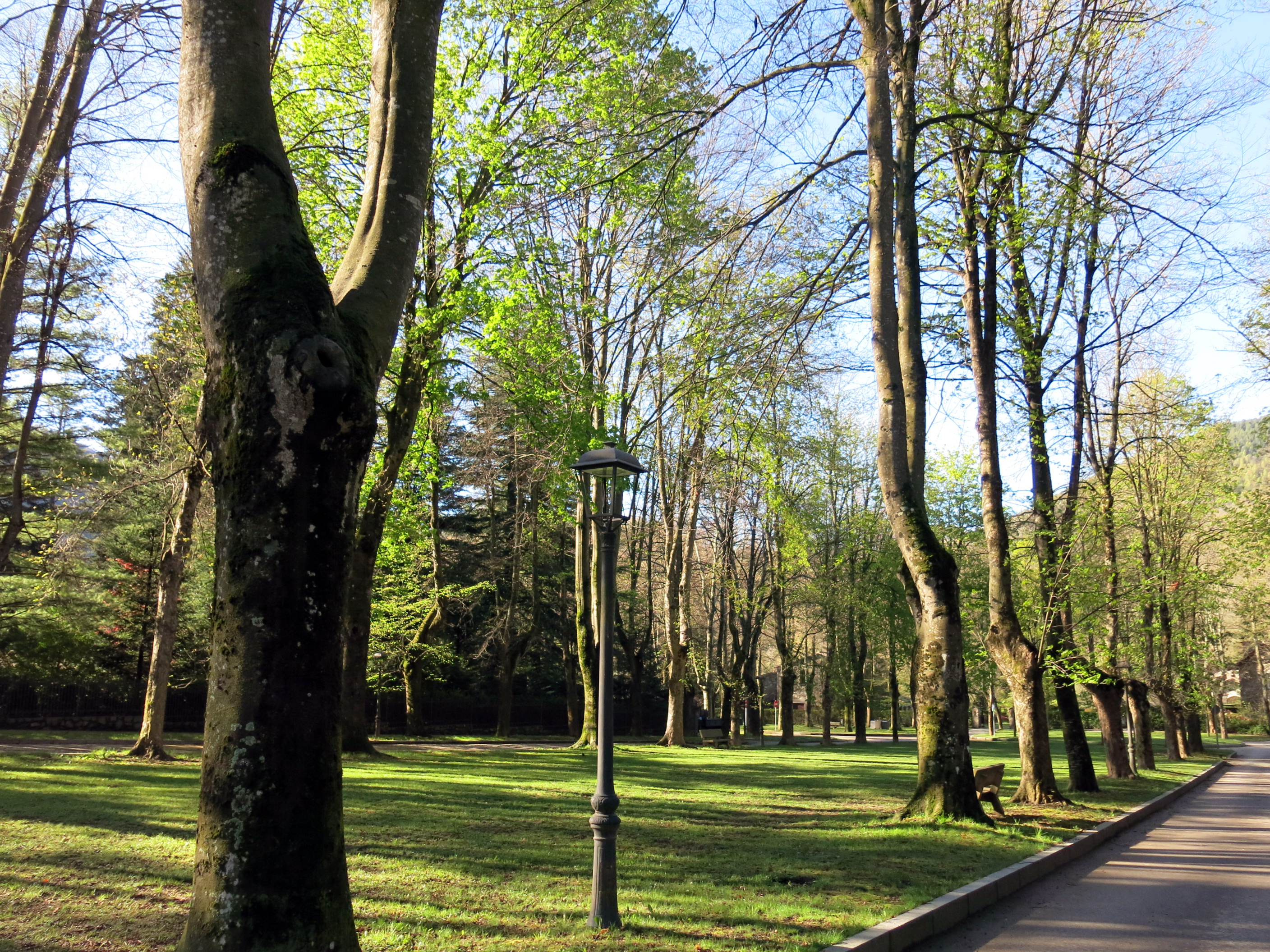
Passeig
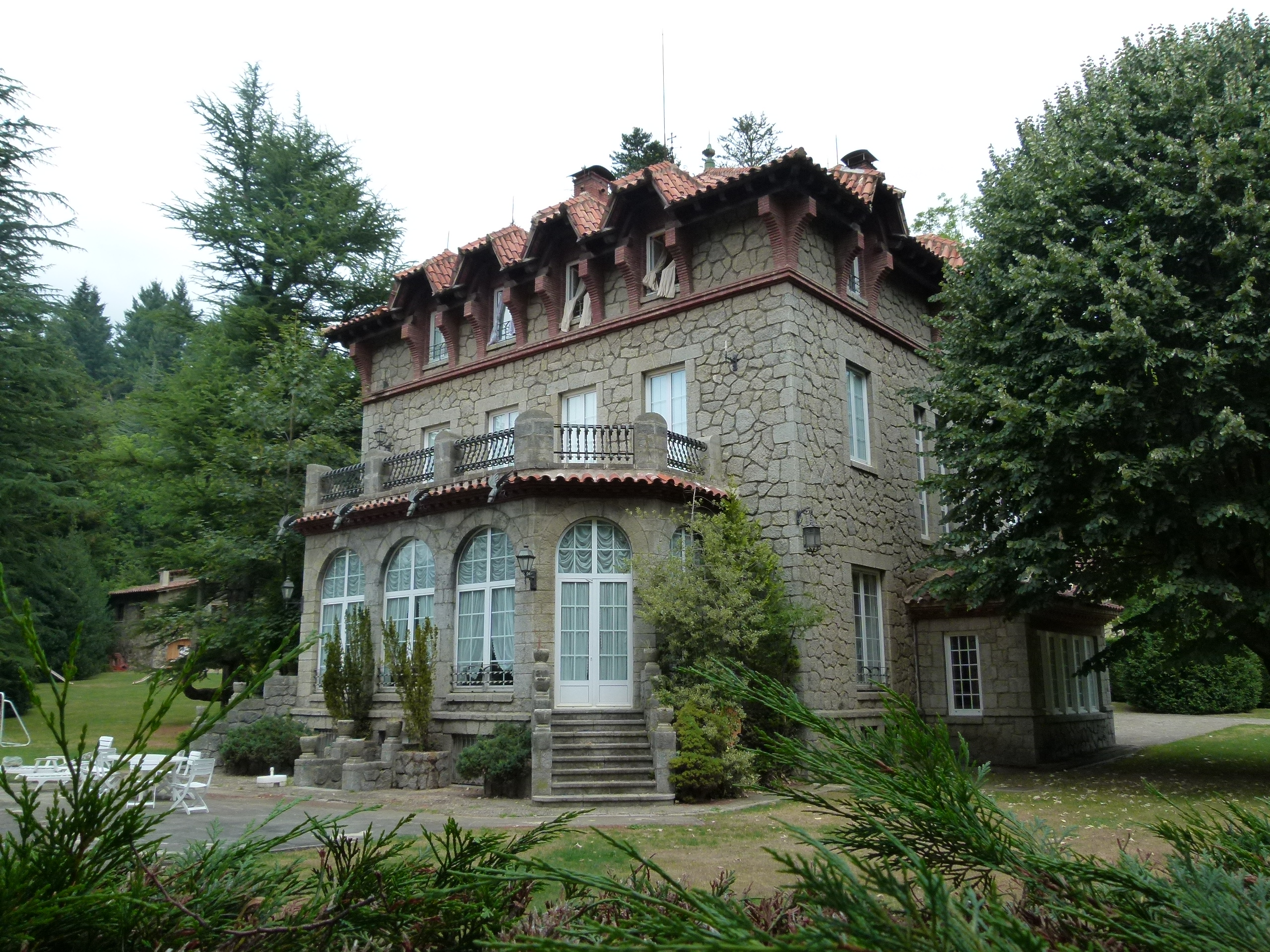
Xalet Maristany
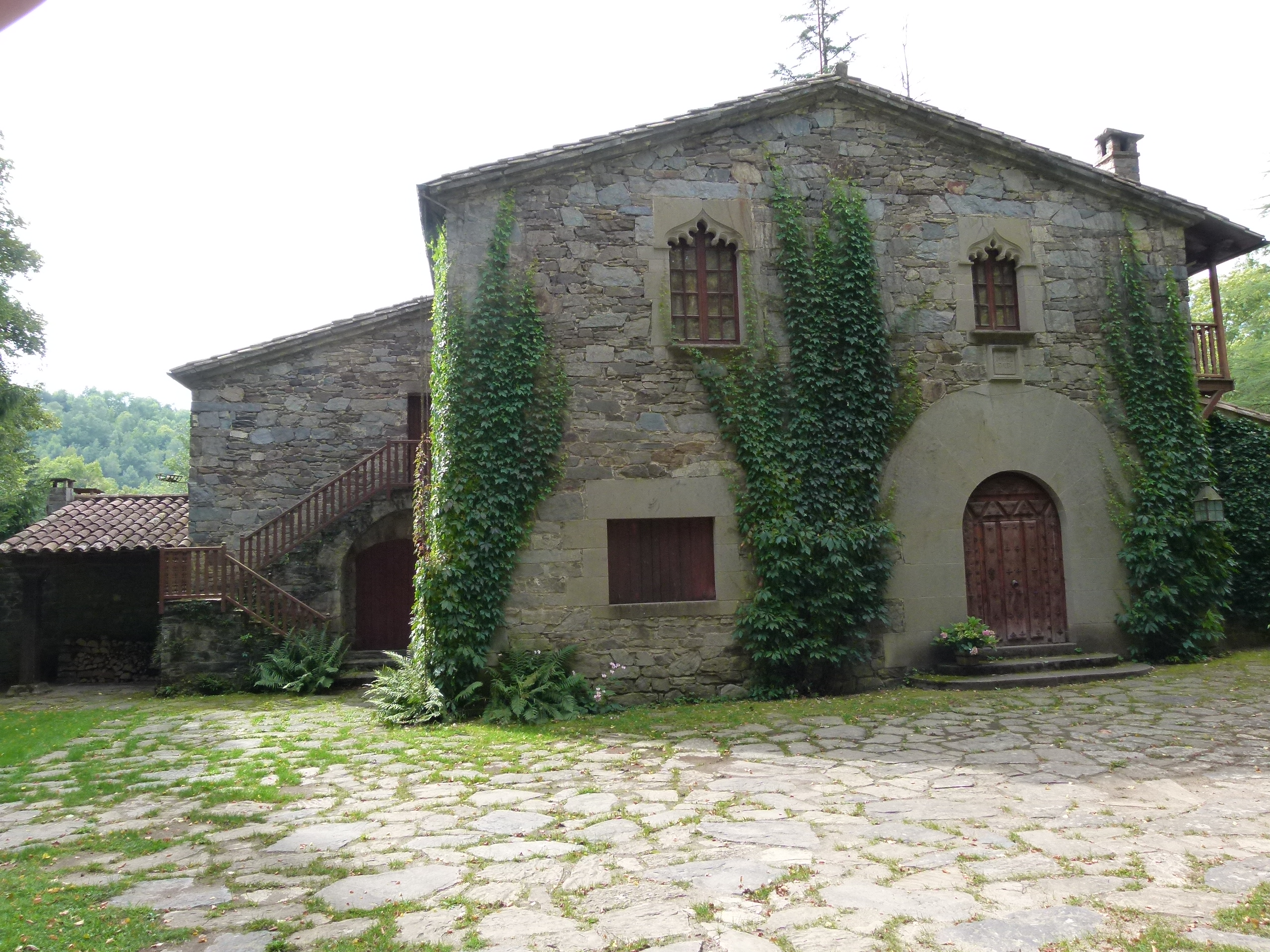
Xalet Costa Font
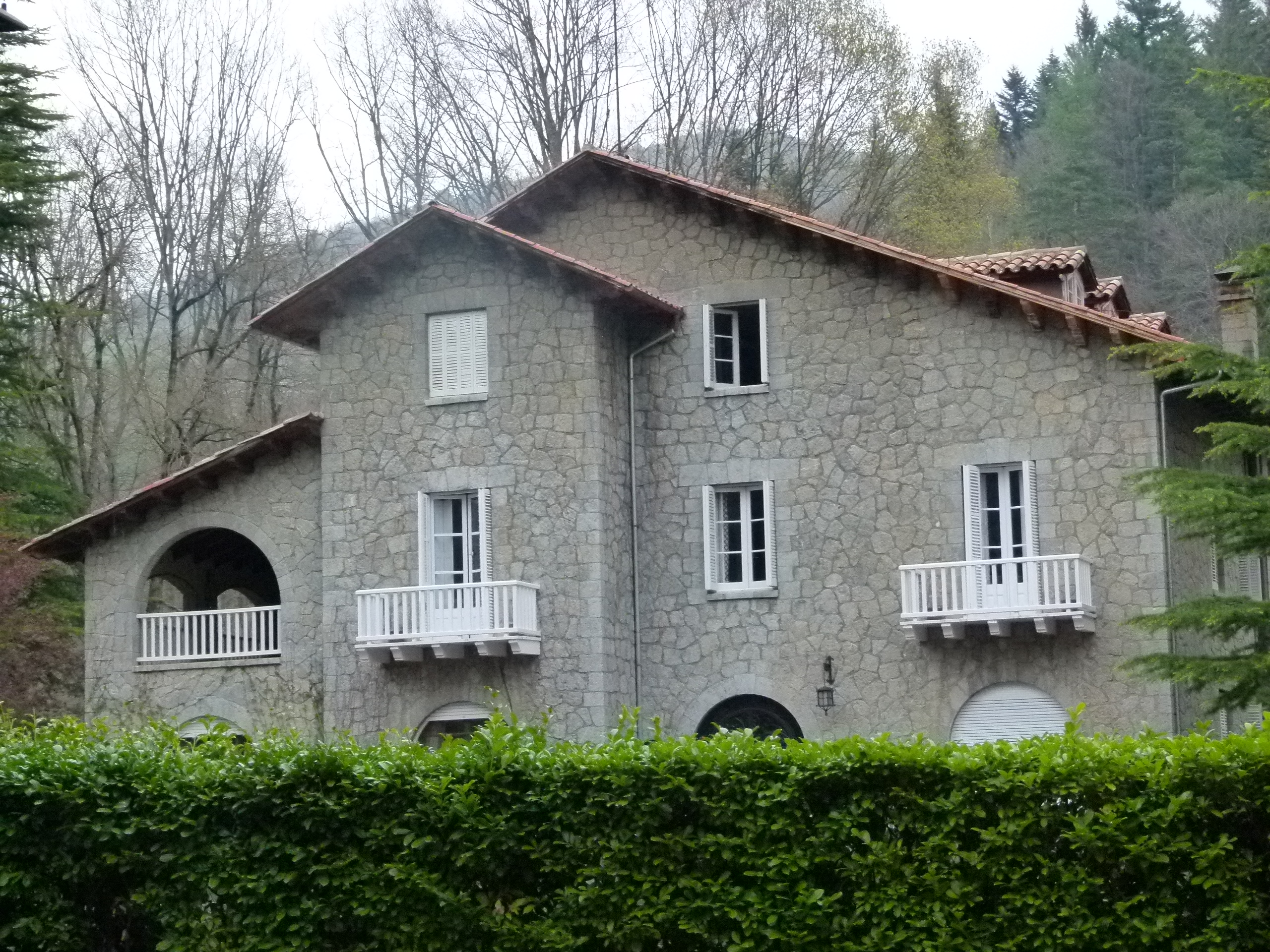
Can Garcia Nieto
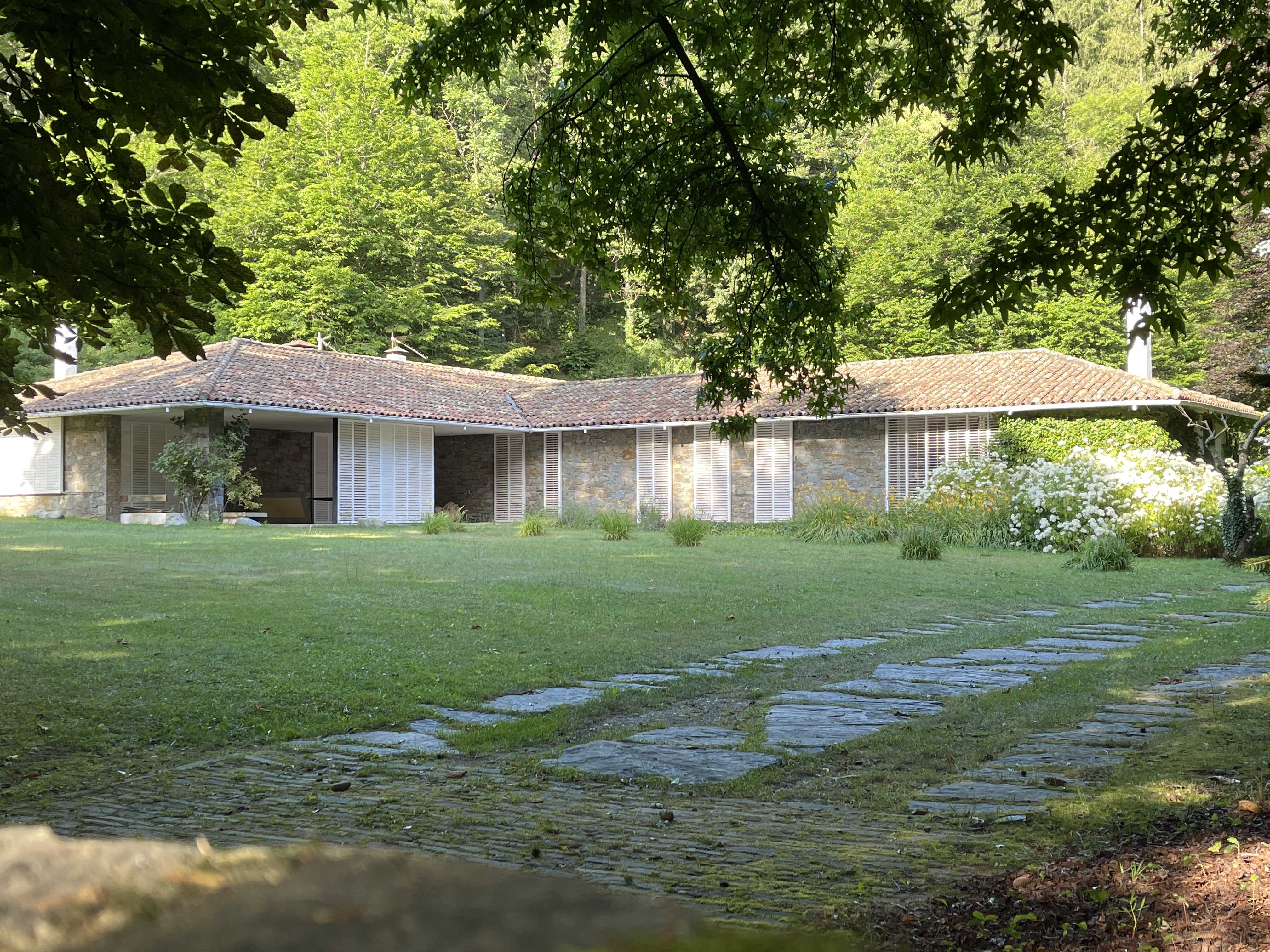
Casa Ballvé